# 2013 у Миколаєві
| Роки в Миколаєві ← • 2001 • 2002 • 2003 • 2004 • 2005 • 2006 • 2007 • 2008 • 2009 • 2010 • 2011 • 2012 • 2013 • 2014 • 2015 • 2016 • 2017 • 2018 • 2019 • 2020 • 2021 • 2022 • 2023 • 2024 → |

2013 у Миколаєві — список важливих подій, що відбулись у 2013 році в Миколаєві. Також подано перелік відомих осіб, пов'язаних з містом, що померли цього року. З часом буде додано відомих миколаївців, що народилися у 2013 році.

## Населення
Чисельність наявного населення Миколаєва на 1 січня 2013 року склала 496,2 тис. осіб, що на 0,8 тис. осіб менше ніж 2012 (497,0).

## Події

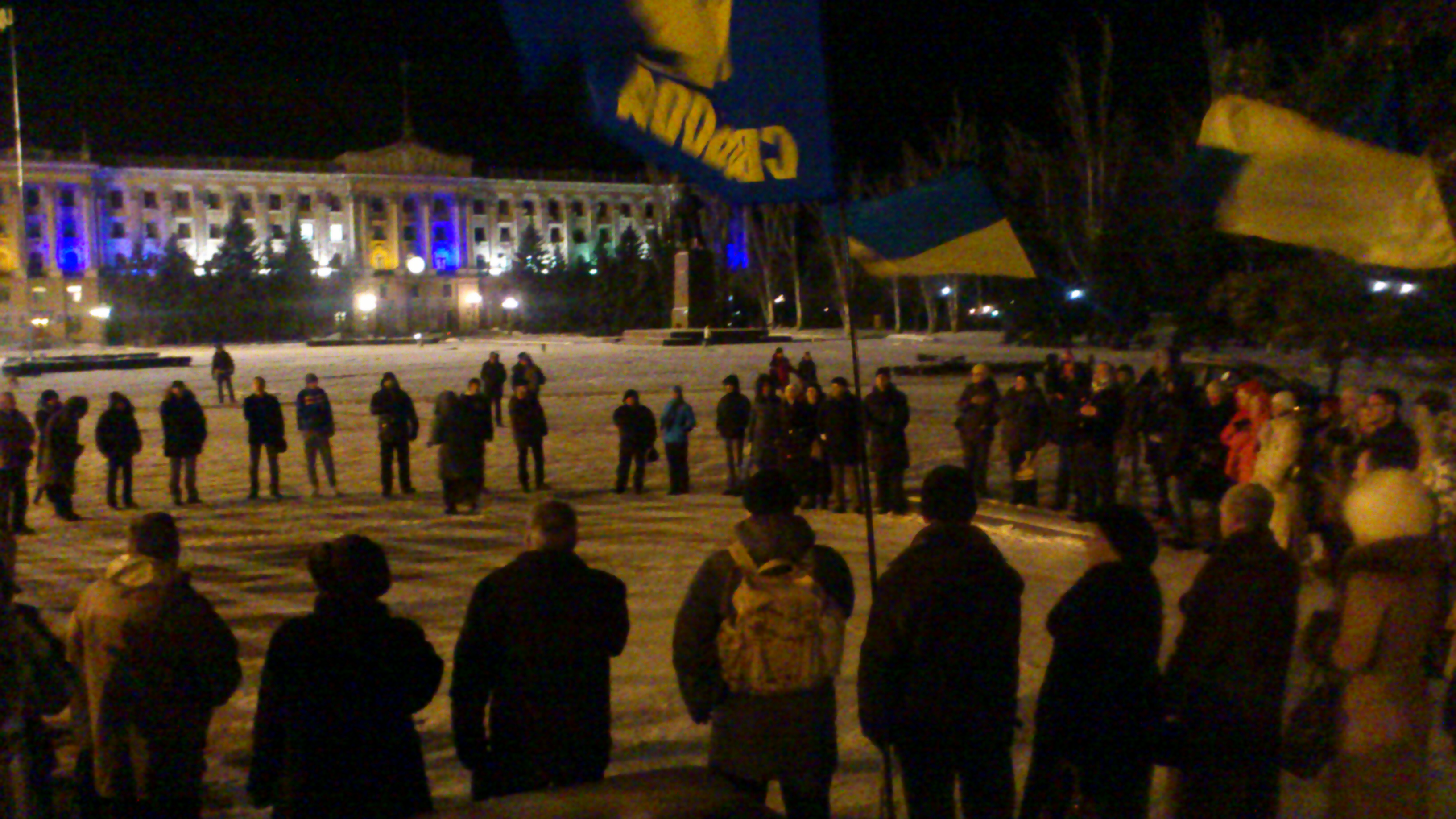
Євромайдан у Микоаєві

- Уперше за 5 років на ДП «Суднобудівний завод імені 61 комунара» стали на ремонт два вантажних судна для перевезення сипучих матеріалів[3].
- 22 листопада на площі Леніна відбулася перша акція Євромайдану в Миколаєві. Активісти вирішили встановити цілодобове чергування на площі[4][5]. Незважаючи на руйнування міліцією наметів Євромайдану 22-23 листопада[6] та заборону судом проведення масових акцій з 24 листопада 2013 року до 7 січня 2014 року, у Миколаєві сотні мешканців міста вийшли на Євромайдан 1 грудня 2013 року.
- Кінотеатр «Юність», який існував з 1971 року, перепрофільований на концерт-хол.

## Пам'ятки
- 26 липня на будинку № 52 по вулиці Спаській урочисто відкрито пам'ятну дошку на честь 100-річного ювілею кораблебудівника, політичного і громадського діяча Володимира Андріанова[7].
- 5 жовтня біля будинку № 9 по вулиці Соборній, у будинку біля супермаркету «Сотка» відбулося урочисте відкриття меморіальної дошки-стели на честь мера міста у 2000—2013 роках Володимира Дмитровича Чайки[7].
- 17 грудня в загальноосвітній школі № 39 відбулося відкриття меморіальної дошки Юрію Івановичу Макарову — почесному громадянину Миколаєва, академіку, генеральному директору Чорноморського суднобудівного заводу[7].

## Особи

### Очільники
- 2 березня помирає багаторічний міський голова Володимир Чайка. Виконуючим обов'язки мера 5 березня стає секретар міської ради Володимир Коренюгін, однак 24 вересня помирає і він. 1 жовтня під час позачергової сесії Миколаївської міської ради секретарем міської ради був обраний Юрій Гранатуров. У зв'язку з відсутністю обраного мера, він автоматично став виконуючим обов'язки міського голови[8].

### Почесні громадяни
- Чайка Володимир Дмитрович — миколаївський міський голова з 2000 по 2013 роки.
- Чернавін Володимир Миколайович — адмірал флоту, останній головнокомандуючий ВМФ СРСР, заступник міністра оборони СРСР.

### Городянин рокуі «Людина року»
- Номінація «Культура» — Євгенія Кручиніна, директор дитячої художньої школи.
- Номінація «Мистецтво» — Юрій Гуменний, художник.
- Номінація «Наука і вища школа» — Олександр Пронкевич, директор інституту філології Чорноморського державного університету ім. П. Могили.
- Номінація «Середня школа» — Юлія Бондаренко, вчитель географії Миколаївського морського ліцею.
- Номінація «Коледжі, училища, технікуми» — Віктор Соловйов, директор коледжу культури і мистецтв.
- Номінація «Фізкультура і спорт» — Геннадій Бойко, майстер спорту міжнародного класу України, чемпіон параолімпійських ігор у Лондоні, чемпіон світу з плавання ІНВА-спорт 2013 року.
- Номінація «Промисловість і транспорт» — Сергій Сипко, президент агропромислового холдингу «Агроф'южн».
- Номінація «Підприємництво» — Сергій Присяжнюк, генеральний директор групи компаній «Орексим».
- Номінація «Фінанси та банківська справа» — Микола Бабенко, керуючий філією Південного регіонального управління банку «Фінанси та кредит».
- Номінація «Охорона здоров'я» — Ігор Скоропад, завідувач нейрохірургічного відділення Миколаївської міської лікарні швидкої медичної допомоги.
- Номінація «Засоби масової інформації» — Олександр Соколов, директор телерадіокомпанії «МАРТ».
- Номінація «Благодійність і соціальне партнерство» — Олександр Гайду, голова ТОВ МСП «Ніка-Тера».
- Номінація «Людина року» — Микола Берсон, народний артист України, директор Миколаївського академічного українського театру драми та музичної комедії.

### Померли
- Чайка Володимир Дмитрович (5 жовтня 1948, Берислав, Херсонська область — 2 березня 2013, Миколаїв) — міський голова Миколаєва з 2000 року, обирався на цю посаду чотири рази поспіль, за тривалістю заняття посади — «мер-рекордсмен».
- Антонюк Андрій Данилович (15 жовтня 1943, Первомайськ, Одеська область — 16 квітня 2013, Миколаїв) — український живописець, Народний художник України, лауреат Національної премії України ім. Т. Г. Шевченка.
- Немиров Борис Степанович (17 січня 1934, Болотний, Новосибірська область — 22 жовтня 2013, Архангельськ) — заслужений майстер спорту СРСР, капітан яхти «Ікар», яка першою в історії СРСР здійснила навколосвітню подорож.
- Коренюгін Володимир Іванович (16 листопада 1952, Миколаїв — 24 вересня 2013, Миколаїв) — український політичний діяч, секретар Миколаївської міської ради (2010—2013), в. о. Миколаївського міського голови (6 березня — 24 вересня 2013).
- Зайвий Федір Федорович (26 березня 1931, Вознесенськ — 11 лютого 2013, Миколаїв) — український радянський державний, партійний і політичний діяч. Депутат Верховної Ради УРСР 10-го скликання.
- Петльований Григорій Павлович (3 травня 1930, Малі Гадомці — 28 липня 2013, Миколаїв) — український уролог, кандидат медичних наук, заслужений лікар Української РСР. Почесний громадянин міста Миколаєва.
- Потапов Сергій Вікторович (9 січня 1977, Жданов — 30 січня 2013, Маріуполь) —український футболіст, півзахисник, який провів 54 гри за миколаївський «Суднобудівник», забив 15 голів.
- Сальніков Валерій Олександрович (31 липня 1939, Миколаїв — 24 листопада 2013, Москва) — радянський та російський футбольний тренер. Заслужений тренер РРФСР.